# Montserrat Manent i Rodon
Montserrat Manent i Rodon   (Mataró, 1940) és una fotògrafa, documentalista gràfica, traductora i poeta catalana que va ser fotògrafa oficial del Congrés de Cultura Catalana.
Va començar a treballar com a fotògrafa amb només quinze anys. El 1976 va iniciar la seva col·laboració en el Congrés de Cultura Catalana, celebrat entre 1975 i 1977, i en va ser fotògraf oficial, fent-hi un miler de fotografies. El gener de 2021, la Fundació Congrés de Cultura Catalana va anunciar l'inici d'un projecte de digitalització i documentació d'aquelles fotografies, amb la col·laboració de la Diputació de Barcelona.
El 1988 va recórrer els territoris de la Corona d'Aragó fotografiar monuments i obres d'art per a una col·lecció de sis llibres sobre aquells territoris. De totes les fotografies que va fer, només en van publicar dues, en el volum quart. La resta va conservar-les en el seu arxiu, que conté més de 100.000 negatius.
Juntament amb Colita i Pilar Aymerich va participar en l'exposició «Des del cos, Maria-Mercè Marçal: literatura, maternitat, mort», que va estar comissariada per Isabel Segura i es va poder veure al Palau Robert de Barcelona i a Palma. El seu arxiu conté més de 100.000 negatius
La major part de les obres que va escriure abans de 1976 no s'han publicat. Després va publicar quatre llibres de poesia: Descoberta de temps (1982), Uri (1987, amb pròleg de Vicent Andrés Estellés), Camí de Petra (2001), Cant del Puig de Randa (2004) i Llibre de comptes (2017). Com a traductora, algunes de les obres que ha traduït són les adaptacions per a la mainada de Ben-Hur, de Lewis Wallace (Bruguera, 1964) i Contes de Nadal, de Charles Dickens (Bruguera, 1966).
L'any 2016, Montserrat Manent i Rodon va adherir-se al manifest del Grup Koiné «Per un veritable procés de normalització lingüística a la Catalunya independent».